# 메타르람
메타르람(페르시아어: مهترلام, 파슈토어: مهترلام)은 아프가니스탄 라그만주의 주도이다.